# Dorpsstraat Holysloot 38-40

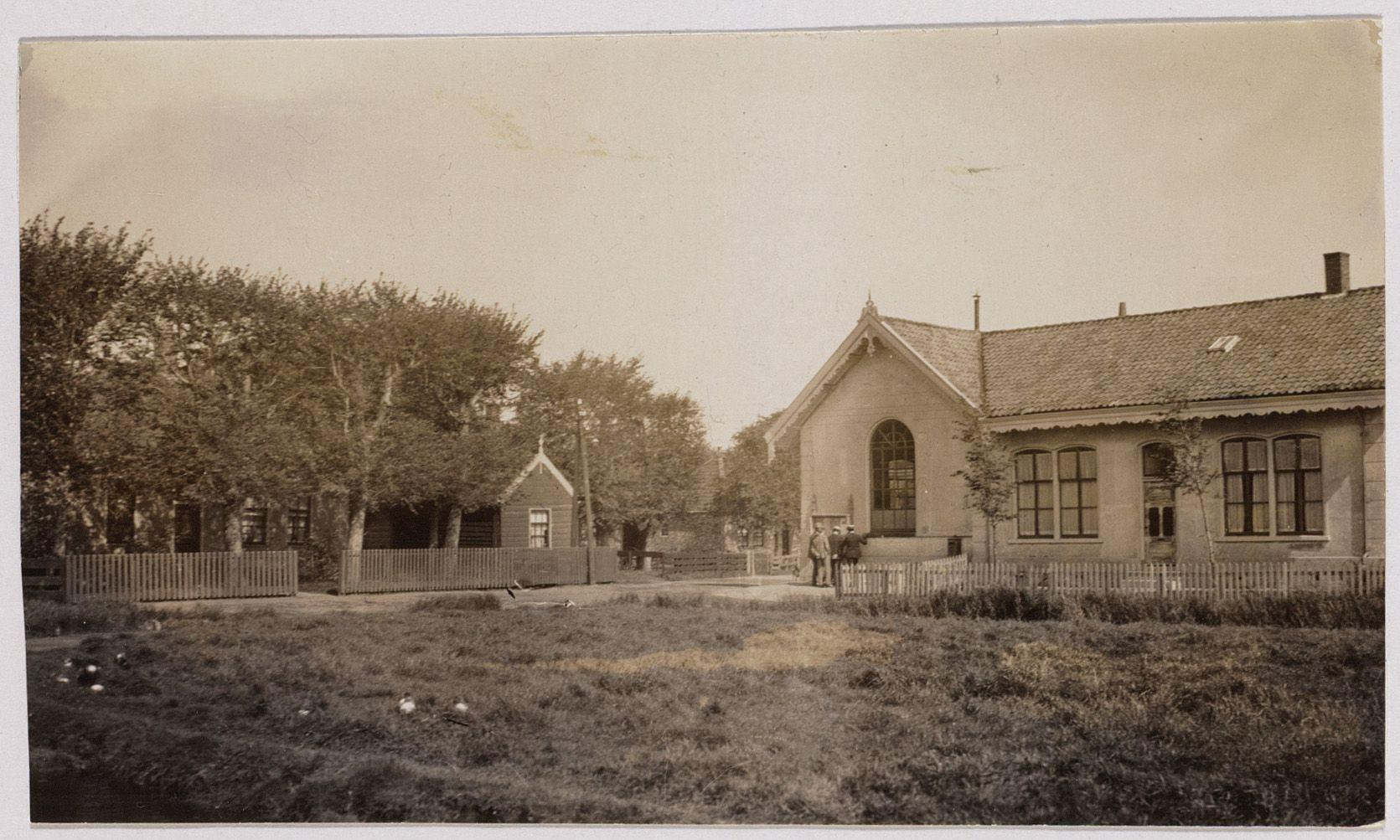
School in het landschap van 1922

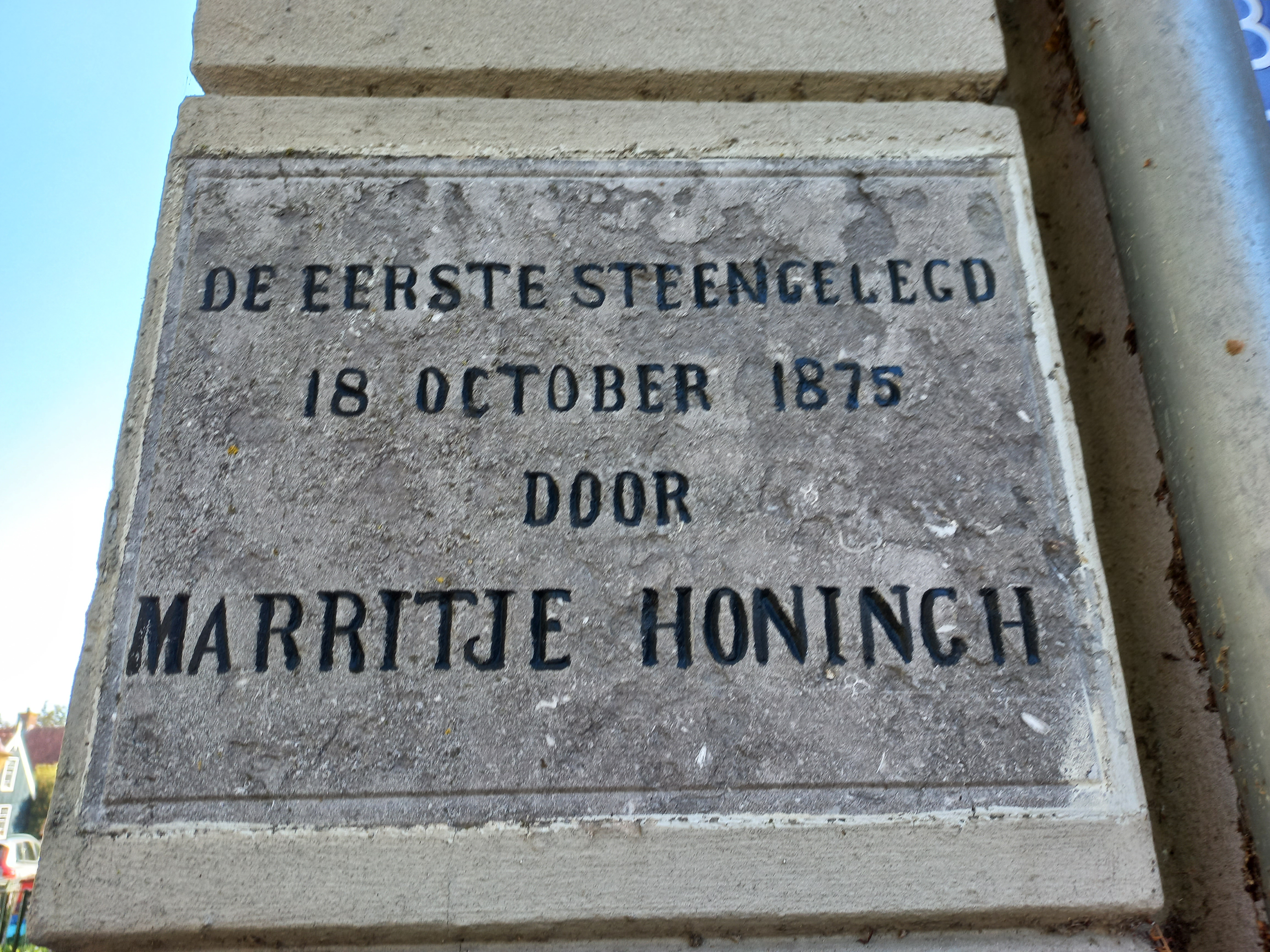
Eerste steen (september 2024)

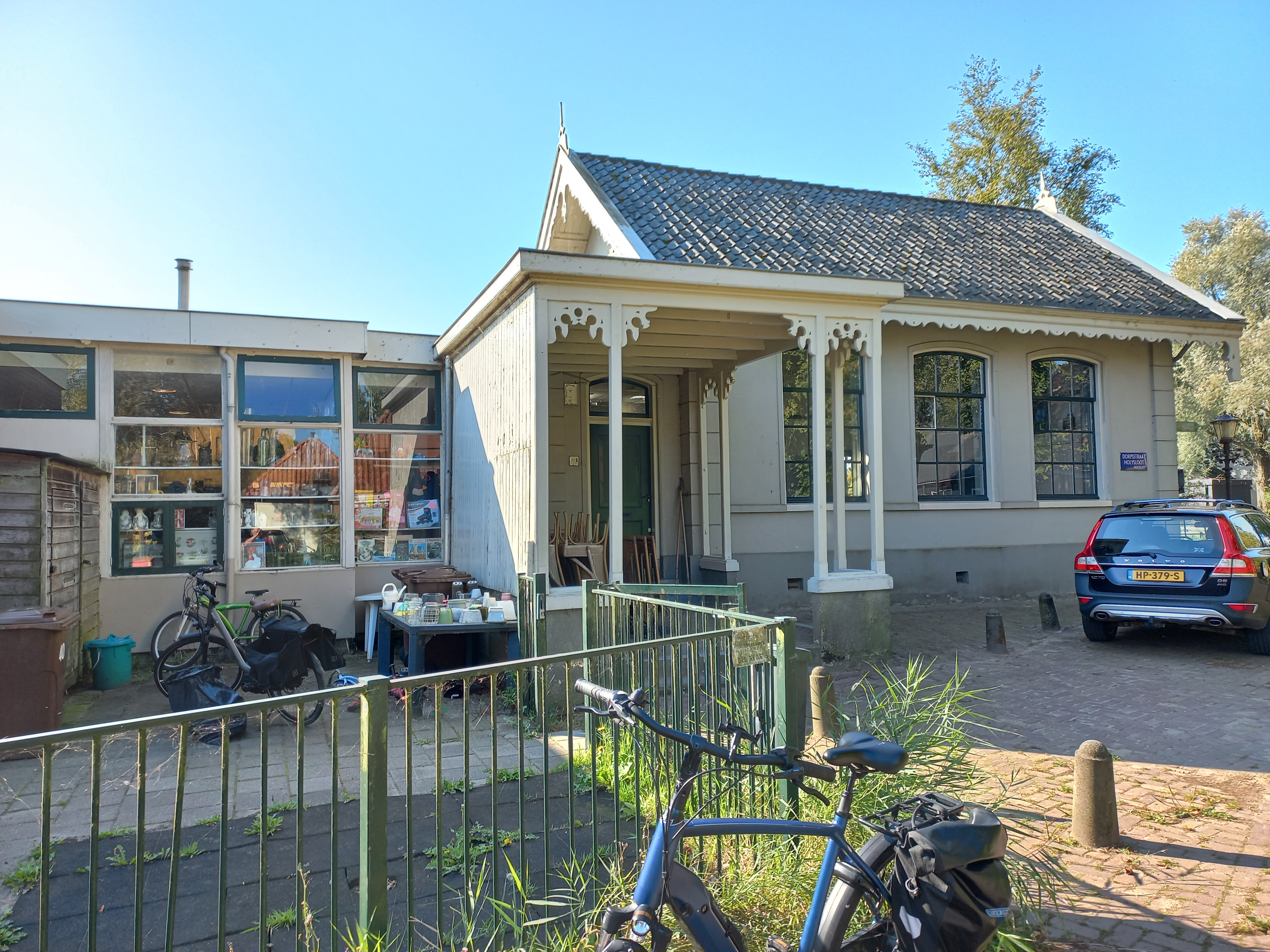
Galerijtje (links nieuwbouw) (september 2024)

Dorpsstraat Holysloot 38-40 is een gebouw in de woonkern Holysloot, Landelijk Noord, Amsterdam-Noord. Het adres luidde tot 1959 Ransdorp C8 en C9.

## Inleiding
De Dorpsstraat Holysloot vormt samen met de Bloemendalergouw de enige infrastructuur binnen het dorp, dat bestuurlijk sinds 1811 viel onder de gemeente Ransdorp, dat zich in 1921 aansloot bij gemeente Amsterdam. Daar waar elders in Amsterdam nieuwe gebieden prompt werden volgebouwd, ligt Holysloot ook na een eeuw opgeslokt te zijn nog midden tussen de weilanden, doorsneden door de Holysloter Die. Die infrastructuur van het dorp bestaat eigenlijk alleen uit een T-kruising. Aan- en afvoer van het verkeer vindt alleen plaats langs en over de Bloemendalergouw, die zuid-noord loopt en de Dorpsstraat die oost-west loopt.
Een van de belangrijkste gebouwen bevindt zich in de zuidoostelijke oksel van die kruising; huisnummers 38 en 40 aan de Dorpsstraat. Aan de overzijde van de Bloemendalergouw staat de kerk.

## School
Scholing van kinderen binnen Holysloot vond tot 1875 plaats in houten schooltje(s). Het onderwijs zou in het dorp al sinds de reformatie verricht zijn. Een nieuwe school werd gebouwd in opdracht van provincie Noord-Holland. 
Er kwam een nieuw stenen schoolgebouw (huisnummer 40) met daarop haaks de onderwijzerswoning (huisnummer 38). De ontwerper was T.C. van de Sterr uit Hoorn (Noord-Holland) werkend voor Provinciale Waterstaat.  Op een van de pilasters is een “eerste steen” te lezen met 18 oktober 1875, gelegd door Marritje Honingh, een veelvuldig voorkomende naam in het dorp.
Tekenend is dat de bouwer afkomstig was uit Edam. Het werd een (bijna) geheel bepleisterd gebouw met diverse ingangen, gebouwd in een landelijk stijl (zie bijvoorbeeld de chaletachtige dakopbouw) met invloeden van het neoclassicisme uit de 19e eeuw. Tijdens de stormvloed van 1916 diende het gebouw tot paardenstal. De gevolgen van die overstroming waren nog zichtbaar toen de school met Ransdorp onder Amsterdamse bestuur kwam te staan. Twintig leerlingen werden Amsterdammertjes. Zij waren verdeeld over twee “klaslokalen”, waarbij de scheiding tussen de hoogste drie klassen (8 leerlingen) en de laagste drie (12 leerlingen) werd gevormd door een gordijn. De twee onderwijzers waren man en vrouw, die elkaar op de school hadden leren kennen.  In 1922 kwam fotograaf Jacobus van Eck de school bekijken.
Onder Amsterdam begon een onzekere periode want die stelde andere eisen aan schoolgebouwen. De school zou rond 1933 vervangen worden en omgebouwd tot gymnastieklokaal, plannen gingen in de ijskast. Door het afnemend aantal leerlingen bemoeide ook de provincie Noord-Holland zich ermee, opnieuw dreigde sluiting, maar opnieuw kwam van uitstel afstel. De school sloot in 1979 definitief haar deuren; er waren toen slechts acht leerlingen. De Nederlandse Staat had dat lage aantal leerlingen al enkele jaren gedoogd, maar aan het eind van de driejaarlijkse termijn, wilde die geen geld meer in de school steken. Leerlingen moesten naar Ransdorp. Het gymnastieklokaaltje kon gebruikt worden door de dorpsgymclub.
Bovendien kreeg Holysloot in 1968 aansluiting op het openbaar vervoernetwerk van Amsterdam door de komst van bus 30 die in 2018 werd vervangen door een afroeptaxi van Staxi. 
Het gebouw bevond zich in 2004 in slechte staat. De paalfundering en het casco moesten vernieuwd worden; het gebouw was enigszins scheefgezakt, waardoor er onder leiding van Architectenbureau van Veen uit Amsterdam herstelwerkzaamheden moesten worden doorgevoerd; het was toen al een gemeentelijk monument.
Sinds 2007 biedt het gebouw onderdak aan een horecagelegenheid. De gevel wordt opgesierd met de naam “Het Schoolhuis”.